# Franko Prendi
Franko Prendi (ur. 27 sierpnia 1928 w Szkodrze, zm. 28 grudnia 2011 w Brukseli) – albański archeolog, badacz starożytnej kultury iliryjskiej.

## Życiorys
W 1951 roku ukończył studia na Wydziale Historyczno-Filozoficznym Uniwersytetu Sofijskiego, gdzie również uzyskał specjalizację z zakresu archeologii. W marcu 1952 powrócił do Albanii, gdzie pracował jako archeolog w utworzonym w 1948 roku Muzeum Archeologicznym w Tiranie. Przez 50 lat pracował na wykopaliskach w położonych na terenie Albanii starożytnych osadach i cmentarzyskach; badał między innymi pozostałości po starożytnej kulturze iliryjskiej. Brał udział w ponad 20 międzynarodowych kongresach, m.in. w Wielkiej Brytanii, Francji, Niemczech, Holandii, Włoch, Turcji, Rumunii, Grecji, Hiszpanii i Jugosławii
W latach 1959–1967 był profesorem archeologii na Wydziale Historii i Filologii Uniwersytetu Tirańskiego. Prowadził również wykłady na temat archeologii w muzeach archeologicznych w Atenach, Janinie, Sofii i Heidelbergu, oraz na jednym z ateńskich uniwersytetów, na Uniwersytecie Salento w Lecce i na Kolegium Francuskim w Paryżu.
Zmarł ranem 28 grudnia 2011 roku w szpitalu w Brukseli po ciężkiej chorobie.

## Odznaczenia
Za pracę podczas badań archeologicznych został dwukrotnie odznaczony przez Prezydium Zgromadzenia Ludowego Republiki Albanii Orderem Naima Frashëriego.
W swoje 75. urodziny, 27 sierpnia 2003 roku, został nagrodzony tytułem Wielkiego Mistrza (alb. Mjeshtër i Madh).

## Życie prywatne
Franko był drugim synem Simona i Marie Prendich. Miał starszego brata, Markuta, oraz dwie młodsze siostry: Venerandę i Angjelinę.
Simon Prendi był nauczycielem w jednej ze szkół w Szkodrze.